# Molí del Regàs
El Molí del Regàs és una obra d'Arbúcies (Selva) inclosa a l'Inventari del Patrimoni Arquitectònic de Catalunya.

## Descripció
Es tracta d'un petit casal situat prop del riu, construït al pendent del terreny. Hi ha una part de l'edifici que es troba gairebé en ruïnes, però una altra és habitable. Degut a la vegetació es fa difícil veure la seva estructura però es dedueix que és una casa de dues plantes amb coberta d'un sol vessant i caiguda a la façana. A primer pis té un balcó amb barana de fusta i les parets estan construïdes amb rajol. La porta d'entrada és emmarcada amb pedra i les finestres, algunes són amb llinda de fusta i emmarcades amb rajol. Per la part posterior hi ha la gran bassa que encara es manté plena d'aigua, té una forma allargada, no del tot rectangular i les parets són de maçoneria i rajol.
Conserva part del mecanisme interior del molí, cup, pou, carcavà, bassa, etc. La bassa fins als anys 40 era molt més gran i arribava a tocar els esqueis de la muntanya del darrere.

## Història
El regadiu o sistema de reg va donar el nom al mas Regàs de Lliors. El Regàs es documenta per primera vegada al 1286.
Els Regàs al llarg dels segles xvi i xvii acumularen a les seves mans grans extensions de terres, d'entre les quals destaquen les propietats dels emprius de les Agudes i Santa Fe. Al segle xvi adquiriren la batllia de n'Orri, també anomenada d'Arbúcies i esdevingueren una de les famílies de l'oligarquia local més important de l'època de l'Antic Règim a la vall d'Arbúcies.
Documentat en el Cadastre de 1743 i de 1800, també apareix en el llistat de les cases de pagès elaborat pel rector al 1826.
En les contribucions industrials dels anys 1849 i 1857 d'esmenta el molí del Regàs que molt menys de 3 mesos a l'any. L'any 1883 era habitat per una família de 2 membres, l'any 1940 per 4 persones.
El Manual de la Casa Regàs (15/07/1612) cita “ en Regàs ha donat a preu fet a fer un molí fariner nou de soca-rel al mestre Brull... de la vila d'Arbúcies, en el lloc que va de la casa a la font i als quintars de la vinya pel preu de 100 ducats i la dispesa ... aleshores ja n'hi havia ací en casa altre de molí que era a munt a Lliors, al sot dels quintars del molí vell, que vui diem, i en dit molí no es molia sino amb gran treball per quan les parets de la bassa de tnat que era rebles no tenie gens d'aigua”.
Al 1612 el senyor Regàs feu construir un molí nou al costat de la casa del Regàs, que substituïa al vell molí, aleshores ja inservible.